# 2. liga A národní házené mužů
2. liga A národní házené mužů je druhá nejvyšší česká soutěž v národní házené v kategorii mužů. Organizuje ji Svaz národní házené. Účastní se jí 12 mužstev ze Středočeské, Severočeské a Západočeské oblasti, hraje se dvoukolově každý s každým. Vítěz postupuje do 1. ligy národní házené, do oblastních přeborů sestupují 2 až 4 družstva, podle toho, kolik do skupiny sestoupí týmů z 1. ligy.

## Účastníci
V sezóně 2010/2011 hrálo 2. ligu ve skupině A následujících dvanáct týmů:
| Klub                 | Umístění 2009/2010  |
| -------------------- | ------------------- |
| TJ Sokol Záluží      | 7. místo            |
| Baník Most NH        | 5. místo            |
| TJ Šroubárna Žatec   | 3. místo            |
| KNH Chomutov         | postup z OP         |
| TJ Sokol Podlázky    | 6. místo            |
| TJ Jiskra Raspenava  | 10. místo           |
| TJ Sokol Ejpovice    | 9. místo            |
| Sokol Tymákov        | 2. místo            |
| TJ Litohlavy         | 1. liga - 12. místo |
| Sokol Osek u Rokycan | postup z OP         |
| TJ Všenice           | 8. místo            |
| NH Řevnice           | 4. místo            |